# Рунгхольт
Рунгхольт — бывшее поселение в Северной Фризии, в тогдашнем датском герцогстве Шлезвиг. Эта область сегодня принадлежит Германии. Рунгхольт, как сообщается, был затоплен Северным морем, когда штормовой прилив (известный как Грёте-Мандренке) обрушился на побережье с 15 по 16 января 1362 года.

## Местонахождение

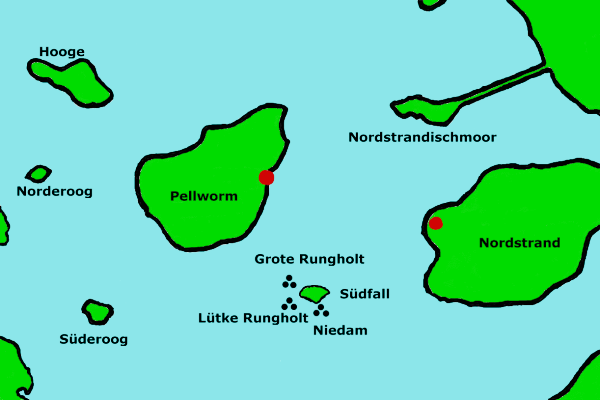
Вероятные местонахождения Рунгхольта

Точное расположение Рунгхольта остаётся загадкой. Вероятнее всего, он находился на острове Странд, который был разделён на части во время наводнения Бурхарди в 1634 году. Из всех фрагментов острова до наших дней сохранились лишь Пелльворм, Нордштранд и Нордштрандишмор.
Одним из возможных местонахождений считается район к западу от халлига Зюдфалль, где в 1921 году были обнаружены значительные руины: колодцы, траншеи и часть приливного шлюза. Другие исследования предполагают, что Рунгхольт мог находиться севернее острова Зюдфалль.

## История

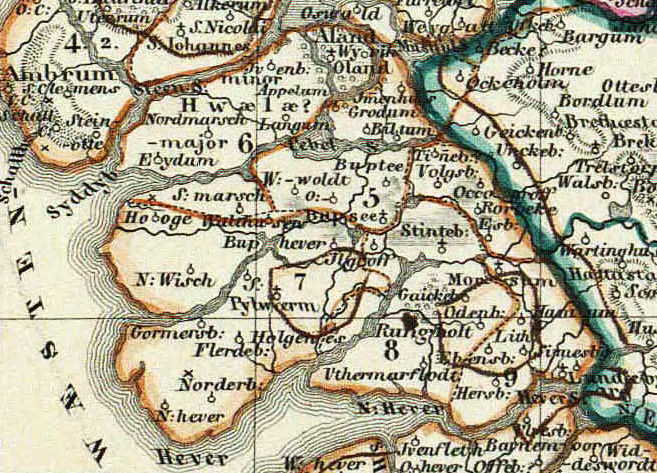
Рунгхольт и Странд в Средние века на карте 1850 г.

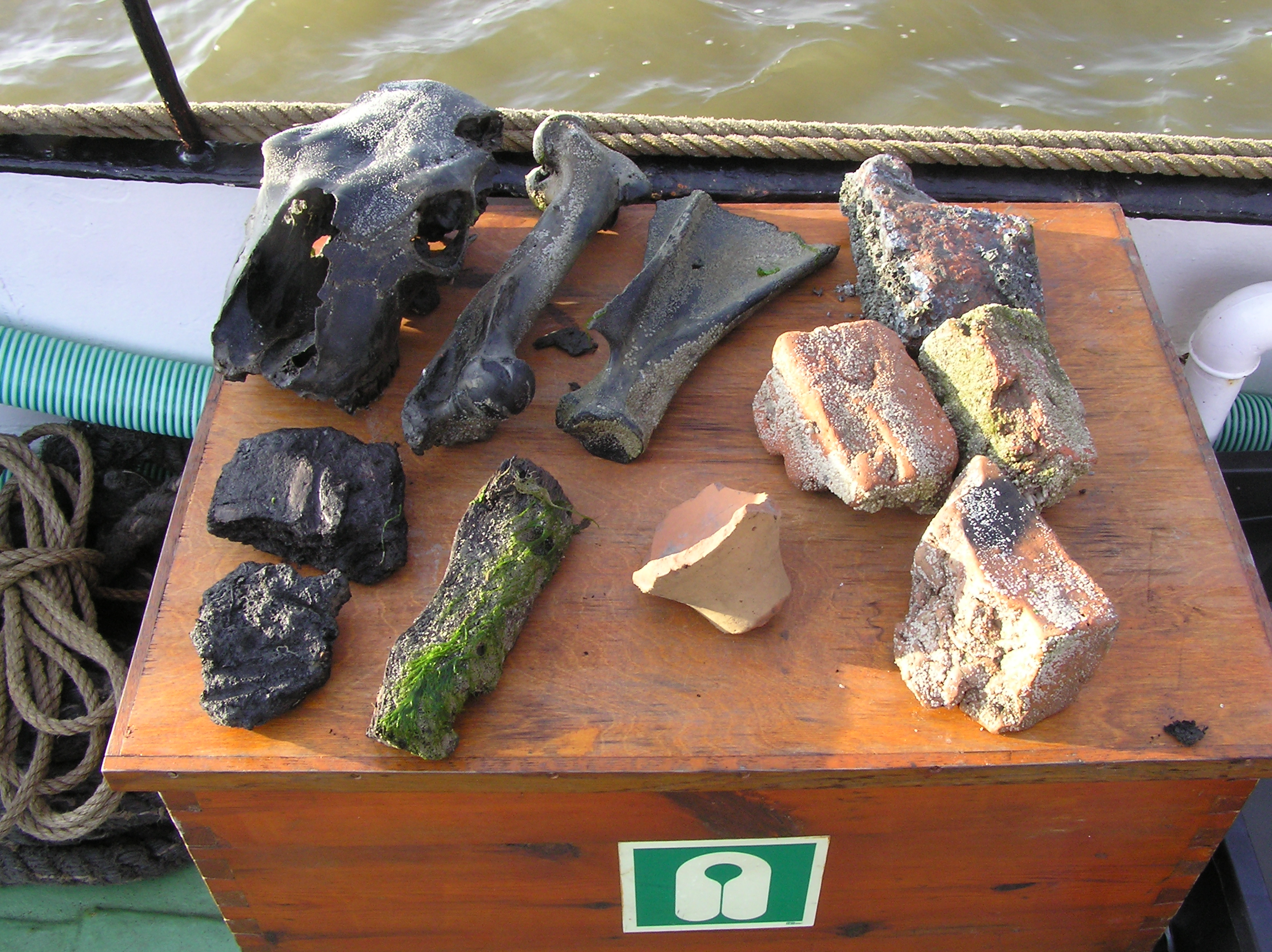
Находки со дна Ваттового моря, возможно из Рунгхольта

Сегодня общепризнано, что Рунгхольт действительно существовал и был не просто местной легендой. Документы подтверждают это, хотя в основном они датируются XVI веком и гораздо более поздним временем. Археологи считают, что Рунгхольт был важным городом и портом. В нём могло быть до 500 домов, в которых жило бы около 3000 человек. Полученные данные свидетельствуют о торговле сельскохозяйственной продукцией и, возможно, янтарём. Предполагаемые остатки города были найдены в Ваттовом море, но перемещение донных осадков затрудняет их сохранение.
Именно здесь 15 или 16 января 1362 года случился сильный шторм, известный как Грёте-Мандренке. По оценкам, число смертей составило около от 10 000 до 25 000 чел. Вероятно, было разрушено около 30 поселений, а береговая линия сместилась на восток, оставив ранее обитаемые земли в приливном Ваттовом море.